# Vinicius dos Santos
Vinicius Alessandro dos Santos (10 maggio 1986) è un pallavolista brasiliano.
Gioca nel ruolo di schiacciatore nella Funvic.

## Carriera
Esordisce nel massimo campionato italiano nella Serie A1 2014-2015 contro il Molfetta.